# Micro-région de Dombóvár
La micro-région de Dombóvár (en hongrois : dombóvári kistérség) est une micro-région statistique hongroise rassemblant plusieurs localités autour de Dombóvár.